# Lista monet obiegowych II Rzeczypospolitej (1923–1939)

## Monety wprowadzone do obiegu w latach 1924–1939[1]
| Lp. | Zdjęcie | Zdjęcie | Nominał                       | Parametry     | Parametry | Parametry                 | Parametry                                      | W obiegu  | Wybita z datą                                                                                          | Bita w latach                            | Wprowadzona do obiegu |
| Lp. | Rewers  | Awers   | Nominał                       | Średnica (mm) | Masa (g)  | Materiał                  | Rant                                           | W obiegu  | Wybita z datą                                                                                          | Bita w latach                            | Wprowadzona do obiegu |
| --- | ------- | ------- | ----------------------------- | ------------- | --------- | ------------------------- | ---------------------------------------------- | --------- | --- | ---------------------------------------- | --------------------- |
| 1   |         |         | 1 grosz                       | 14,7          | 1,5       | brąz                      | gładki                                         | 1924–1950 | 1923 (bez znaku mennicy), 1925, 1927, 1928, 1930, 1931, 1932, 1933, 1934, 1935, 1936, 1937, 1938, 1939 | 1924–1939                                | 1 lipca 1924          |
| 2   |         |         | 2 grosze                      | 17,6          | 2         | mosiądz / brąz            | gładki                                         | 1924–1950 | 1923 (bez znaku mennicy), 1925, 1927, 1928, 1930, 1931, 1932, 1933, 1934, 1935, 1936, 1937, 1938, 1939 | 1924–1939                                | 1 lipca 1924          |
| 3   |         |         | 5 groszy                      | 20            | 3         | mosiądz / brąz            | gładki                                         | 1924–1950 | 1923 (bez znaku mennicy), 1925, 1928, 1930, 1931, 1934, 1935, 1936, 1937, 1938, 1939                   | 1924–1932, 1934–1939                     | 1 lipca 1924          |
| 4   |         |         | 10 groszy                     | 17,6          | 2         | nikiel                    | gładki                                         | 1924–1950 | 1923 (bez znaku mennicy)                                                                               | 1924–1925, prawdopodobnie też 1935, 1936 | 1 lipca 1924          |
| 5   |         |         | 20 groszy                     | 20            | 3         | nikiel                    | gładki                                         | 1924–1950 | 1923 (bez znaku mennicy)                                                                               | 1924–1925, prawdopodobnie też 1936, 1938 | 1 lipca 1924          |
| 6   |         |         | 50 groszy                     | 23            | 5         | nikiel                    | gładki                                         | 1924–1950 | 1923 (bez znaku mennicy)                                                                               | 1924–1925, prawdopodobnie też 1936       | 1 lipca 1924          |
| 7   |         |         | 50 groszy                     | 23            | 5         | żelazo / żelazo niklowane | gładki                                         | 1939–1942 | 1938                                                                                                   | 1938–1939                                | 26 sierpnia 1939      |
| 8   |         |         | 1 złoty (żniwiarka)           | 23            | 5         | srebro (Ag750)            | ząbkowany                                      | 1924–1932 | 1924, 1925                                                                                             | 1924–1925                                | 1 lipca 1924          |
| 9   |         |         | 1 złoty                       | 25            | 7         | nikiel                    | gładki                                         | 1929–1944 | 1929                                                                                                   | 1928–1930, 1932, 1936, 1938              | 6 marca 1929          |
| 10  |         |         | 2 złote (żniwiarka)           | 27            | 10        | srebro (Ag750)            | ząbkowany                                      | 1924–1933 | 1924 (w trzech mennicach), 1925 (w dwóch mennicach)                                                    | 1924–1925                                | 1 lipca 1924          |
| 11  |         |         | 2 złote (Polonia)             | 22            | 4,4       | srebro (Ag750)            | ząbkowany                                      | 1932–1939 | 1932, 1933, 1934                                                                                       | 1932–1934                                | 27 października 1932  |
| 12  |         |         | 2 złote (Józef Piłsudski)     | 22            | 4,4       | srebro (Ag750)            | ząbkowany                                      | 1934–1939 | 1934, 1936                                                                                             | 1934–1936                                | 5 grudnia 1934        |
| 13  |         |         | 2 złote (żaglowiec)           | 22            | 4,4       | srebro (Ag750)            | ząbkowany                                      | 1936–1939 | 1936                                                                                                   | 1937–1938                                | 23 grudnia 1936       |
| 14  |         |         | 5 złotych (Nike)              | 33            | 18        | srebro (Ag750)            | wklęsły napis: „SALUS REIPUBLICAE SUPREMA LEX” | 1928–1934 | 1928 (bez znaku oraz ze znakiem mennicy), 1930, 1931, 1932                                             | 1928–1932                                | 24 lipca 1928         |
| 15  |         |         | 5 złotych (sztandar)          | 33            | 18        | srebro (Ag750)            | wklęsły napis: „SALUS REIPUBLICAE SUPREMA LEX” | 1930–1934 | 1930                                                                                                   | 1930                                     | 29 listopada 1930     |
| 16  |         |         | 5 złotych (Polonia)           | 28            | 11        | srebro (Ag750)            | ząbkowany                                      | 1932–1939 | 1932 (bez znaku oraz ze znakiem mennicy), 1933, 1934                                                   | 1932–1934                                | 30 listopada 1932     |
| 17  |         |         | 5 złotych (orzeł strzelecki)  | 28            | 11        | srebro (Ag750)            | ząbkowany                                      | 1934–1939 | 1934                                                                                                   | 1934                                     | 31 lipca 1934         |
| 18  |         |         | 5 złotych (Józef Piłsudski)   | 28            | 11        | srebro (Ag750)            | ząbkowany                                      | 1934–1939 | 1934, 1935, 1936, 1938                                                                                 | 1934–1936, 1938                          | 5 grudnia 1934        |
| 19  |         |         | 5 złotych (żaglowiec)         | 28            | 11        | srebro (Ag750)            | ząbkowany                                      | 1936–1939 | 1936                                                                                                   | 1936–1937?                               | 23 grudnia 1936       |
| 20  |         |         | 10 złotych (Polonia)          | 34            | 22        | srebro (Ag750)            | ząbkowany                                      | 1932–1939 | 1932 (bez znaku oraz ze znakiem mennicy), 1933                                                         | 1932–1933                                | 29 sierpnia 1932      |
| 21  |         |         | 10 złotych (Jan III Sobieski) | 34            | 22        | srebro (Ag750)            | ząbkowany                                      | 1933–1939 | 1933                                                                                                   | 1933                                     | 9 września 1933       |
| 22  |         |         | 10 złotych (Romuald Traugutt) | 34            | 22        | srebro (Ag750)            | ząbkowany                                      | 1933–1939 | 1933                                                                                                   | 1933                                     | 10 listopada 1933     |
| 23  |         |         | 10 złotych (orzeł strzelecki) | 34            | 22        | srebro (Ag750)            | ząbkowany                                      | 1934–1939 | 1934                                                                                                   | 1934                                     | 31 lipca 1934         |
| 24  |         |         | 10 złotych (Józef Piłsudski)  | 34            | 22        | srebro (Ag750)            | ząbkowany                                      | 1934–1939 | 1934, 1935, 1936, 1937, 1938, 1939                                                                     | 1934–1939                                | 5 grudnia 1934        |

## Monety przeznaczone do obiegu i ostatecznie niewprowadzone[4][5][6]
| Lp. | Zdjęcie | Zdjęcie | Nominał                                                                                                  | Parametry     | Parametry | Parametry      | Parametry                                      | Wybita z datą | Bita w latach |
| Lp. | Rewers  | Awers   | Nominał                                                                                                  | Średnica (mm) | Masa (g)  | Materiał       | Rant                                           | Wybita z datą | Bita w latach |
| --- | ------- | ------- | --- | ------------- | --------- | -------------- | ---------------------------------------------- | ------------- | ------------- |
| 1   |         |         | 5 złotych Konstytucja 81 perełek (stempel płytki) albo 100 perełek (stempel głęboki) w otoku na rewersie | 37            | 25        | srebro (Ag900) | wklęsły napis: „SALUS REIPUBLICAE SUPREMA LEX” | 1925          | 1925?         |
| 1   |         |         | 5 złotych Konstytucja 81 perełek (stempel płytki) albo 100 perełek (stempel głęboki) w otoku na rewersie | 37            | 25        | srebro (Ag900) | wklęsły napis: „SALUS REIPUBLICAE SUPREMA LEX” | 1925          | 1925?         |
| 2   |         |         | 10 złotych (Bolesław I Chrobry)                                                                          | 19            | 3,225     | złoto (Au900)  | ząbkowany                                      | 1925          | od 1926       |
| 3   |         |         | 20 złotych (Bolesław Chrobry)                                                                            | 21            | 6,451     | złoto (Au900)  | ząbkowany                                      | 1925          | od 1926       |